# Xavier Bettel
Xavier Bettel (Ciutat de Luxemburg, 3 de març de 1973) és un polític i advocat luxemburguès, Viceprimer ministre de Luxemburg des del 17 de novembre de 2023. Anteriorment havia estat Primer Ministre (2013-2023), alcalde de Ciutat de Luxemburg (2011-2013), membre de la Cambra de Diputats de Luxemburg (1999-2013) i membre del Consell comunal de la ciutat de Luxemburg. És membre del Partit Democràtic de Luxemburg.
Es presentà per primer cop a les eleccions legislatives luxemburgueses de 1999 en les que el seu partit participà en un govern de coalició amb el Partit Popular Social Cristià.
El 2013 va ser escollit líder del Partit Democràtic que va aconseguir el tercer lloc a les eleccions legislatives luxemburgueses de 2013. El 25 d'octubre va ser designat per Enric I per formar el pròxim govern del país. Va prendre possessió del càrrec de Primer ministre de Luxemburg el 4 de desembre de 2013 en un govern en coalició amb el Partit Socialista dels Treballadors i Els Verds.
Fou el primer cap de govern homosexual del seu país, i el tercer del món. Durant el seu mandat es va aprovar el matrimoni homosexual a Luxemburg.